# Никанор (сатрап Мидии)
Никанор (др.-греч. Νικάνωρ; IV век до н. э.) — македонский военачальник, стратег Верхних сатрапий Македонской империи и, по одной из версий, сатрап Мидии на службе у Антигона.
В историографии существует несколько взаимоисключающих гипотез, которые идентифицируют Никанора как сына личного телохранителя-соматофилака македонских царей и сатрапа Киликии Балакра, либо как одного из военачальников Александра Македонского, который в 334 году до н. э. обеспечил морскую блокаду Милета, либо как сатрапа Каппадокии.
Никанор участвовал во Второй войне диадохов на стороне Антигона. После победы Антигон назначил Никанора, по одной из версий, сатрапом Мидии и стратегом Верхних сатрапий, то есть наместником восточных владений своей обширной империи. На этом посту Никанор проиграл меньшему по количеству войску Селевка в битве при Тигре и, по одной из версий, погиб.

## Проблемы идентификации
Имя «Никанор» было достаточно распространённым в Древней Греции. Так, канадский историк В. Хеккель в своём просопографическом исследовании эпохи Александра Македонского и войн диадохов приводит информацию об одиннадцати Никанорах. В немецкой энциклопедии классической древности Паули-Виссова приведена информация о тридцати Никанорах. Учитывая отрывочность сведений о жизни этих Никаноров, источники не сомневаются, что в ряде случаев речь идёт об одних и тех же людях. В соответствующих статьях указано, что такой-то Никанор может быть тождественным с персонажем под таким же именем, описанным в статье под другим номером. Данного Никанора, сатрапа Мидии на службе у Антигона, могут идентифицировать с сыном личного телохранителя-соматофилака македонских царей и сатрапа Киликии Балакра, военачальником Александра Македонского, а также с сатрапом Каппадокии.
В. Хеккель считал, что Никанор, сатрап Мидии, с наибольшей долей вероятности относительно других тёзок был сыном македонского аристократа и царского телохранителя Балакра. А. Босворт назвал такое происхождение Никанора возможным, хоть и считал, что Никанор, сын Балакра, скорее всего был военачальником Кассандра. Р. Биллоуз считал, что Никанор, сатрап Мидии, мог быть тождественным Никанору, наварху Александра Македонского. Этот человек в 334 году до н. э. руководил греческим флотом и прибыл к Милету до того, как к городу подошли персидские суда. Тем самым Никанор обеспечил морскую блокаду Милета.
Г. Берве, Р. Биллоуз и Й. Лендеринг отождествляли этого Никанора с Никанором, который согласно разделу Македонской империи в Трипарадисе 321/320 года до н. э. был назначен сатрапом Каппадокии. В. Хеккель отмечает, что на момент раздела область была подконтрольна Эвмену. После его поражения при Оркинии в 320/319 году до н. э. Антигон отправил в область войско под командованием Менандра, а не Никанора. Впоследствии Никанор участвовал в походах Антигона во время Второй войны диадохов, а не управлял положенной ему по условиям раздела провинцией. В связи с этим В. Хеккель считает, что более вероятным номинальным сатрапом Каппадокии был Никанор, сын Антипатра.

## Никанор — сатрап Мидии и/или стратег Верхних сатрапий

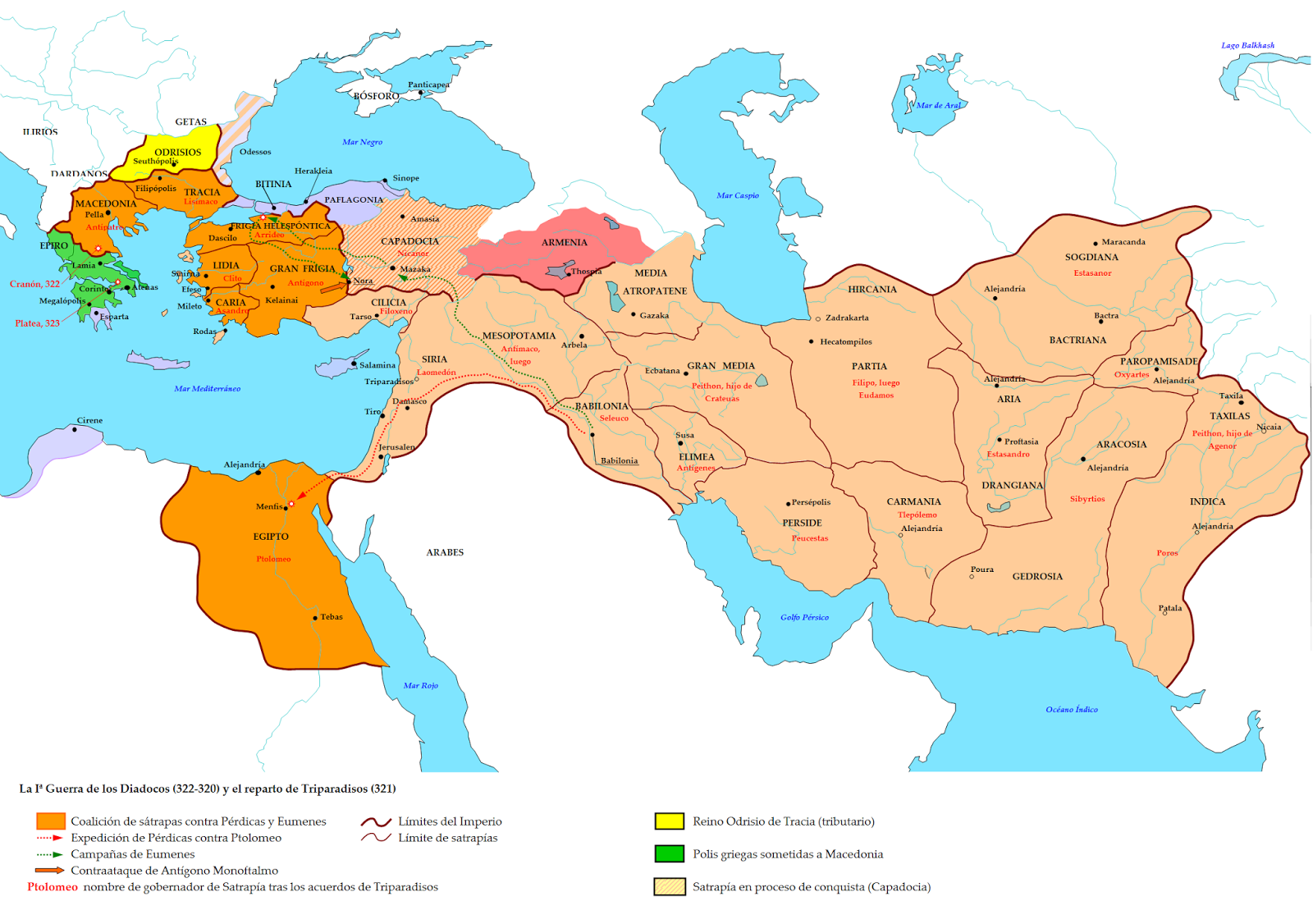
Ориентировочная карта сатрапий Македонской империи. Мидия расположена в центре и обозначена как GRAN MEDIA

Никанор в 318—316 годах до н. э. участвовал в походах Антигона во время его противостояния с Эвменом в ходе Второй войны диадохов. Впервые в античных источниках Никанор, чья идентификация не вызывает сомнений, упомянут в контексте событий после битвы в Габиене 317 или 316 года до н. э. Антигон поручил своему подчинённому весьма ответственное задание — явиться в лагерь аргираспидов и доставить пленного Эвмена.
После победы во Второй войне диадохов Антигон, по одной из версий, назначил Никанора сатрапом Мидии вместо казнённого Пифона. Столичным городом Мидии была Экбатана. В историографии существует дискуссия о распределении обязанностей между Никанором и Оронтобатом, которого также называют сатрапом Мидии. Диодор Сицилийский писал о Никаноре как о «стратеге Мидии» и «стратеге Мидии и Верхних сатрапий», Аппиан при изложении событий 312/311 года до н. э. — как о «сатрапе Мидии». По одной из версий, Никанор сменил Оронтобата на должности сатрапа Мидии. Р. Биллоуз отмечал, что должность «стратега Верхних сатрапий» была более высокой относительно «сатрапа Мидии», так как в ведении стратега находилось войско как в самой Мидии, так и в окружающих её провинциях. По мнению историка, Аппиан допустил ошибку в обозначении Никанора «стратегом Мидии». В. Хеккель высказал предположение, что Никанор заменил Гиппострата на посту «стратега Мидии». Таким образом, Никанор стал наместником Антигона над восточными частями его обширных владений.
Исидор Харакский утверждал, что Никанор основал колонию Дура-Эвропос. По мнению Р. Биллоуза, возможно, речь могла идти о другом Никаноре, так как город появился при Селевкидах, а не во время правления Антигона.
В 312/311 году до н. э., когда в Вавилонию вторгся Селевк, Никанор собрал в Мидии и окрестных сатрапиях более десяти тысяч воинов и около семи тысяч всадников. Войско Селевка насчитывало всего лишь три тысячи воинов и четыреста всадников, которых он укрыл в болотах. Никанор не ждал нападения со стороны меньшего по количеству войска Селевка, в связи с чем он не озаботился организацией должной охраны военного лагеря возле Тигра. Селевк воспользовался этим обстоятельством и ночью напал на плохо охраняемый лагерь, чем вызвал в войске противника панику. После сражения у Тигра Никанор, согласно Диодору Сицилийскому, бежал. Также Диодор Сицилийский упоминает о послах Никанора к Антигону с отчётом о походе Селевка, которые доставили сообщение уже после поражения при Тигре. Аппиан писал, что Никанор погиб во время сражения от рук Селевка. Й. Лендерлинг утверждал, что Никанор бежал, но был настигнут Селевком и убит. Возможно, Никанор погиб в ходе второго, не зафиксированного в источниках, сражения с Селевком. Аппиан писал, что после сражения при Тигре Селевк получил эпиклесу «Никатор» («Победитель»); по одной из версий, это прозвище Селевк именно получил за «победу над Никанором».

### Исследования
- Смирнов С. В. Государство Селевка I (политика, экономика, общество). — М.: Русский фонд содействия образованию и науке, 2013. — 344 с. — ISBN 978-5-91244-099-1.
- Шофман А. С. Распад империи Александра Македонского / Печатается по постановлению редакционно-издательского совета Казанского университета. Отв. редактор В. Д. Жигунин. — Казань: Издательство Казанского университета, 1984.
- Berve H. Nikanor 13 // Paulys Realencyclopädie der classischen Altertumswissenschaft :  [нем.] / Georg Wissowa. — Stuttgart : J. B. Metzler’sche Verlagsbuchhandlung, 1936. — Bd. XVII, 1. — Kol. 269—270.
- Billows R. Antigonos the One-eyed and the Creation of the Hellenistic State (англ.). — Berkeley; Los Angeles; London: University of California Press, 1997. — ISBN 0-520-06378-3.
- Bosworth A. B. A New Macedonian Prince (англ.) // The Classical Quarterly. — Cambridge University Press, 1994. — Vol. 44, no. 1. — P. 57—65. — JSTOR 638873.
- Grainger J. D. The Rise of the Seleukid Empire (323—223 BC) Seleukos I to Seleukos III (англ.). — Barnslay: Pen&Sword Military, 2014. — ISBN 978-1-78303-053-8.
- Heckel W. Nicanor Son of Balacrus (англ.) // Greek, Roman, and Byzantine Studies. — Durham, N.C.: Duke University Press, 2007. — Vol. 47, no. 4. — P. 401—412. — ISSN 2159-3159.
- Heckel W. Who's Who in the Age of Alexander and his Successors. From Chaironea to Ipsos (338—301 BC) (англ.). — Barnsley: Greenhill Books, 2021. — 554 p. — ISBN 978-1-78438-648-1.
- Lendering Jona[англ.]. Nicanor (англ.). Livius.org[нидерл.] (2019). Дата обращения: 29 августа 2023.